# Provincia Litoral, Camerun
Provincia Litoral este o unitate administrativă de gradul I  a Camerunului. Reședința sa este orașul Douala.